# 친일
| 국별           | 친일 | 반일 | 중립 | 차이 |
| -------------- | ---- | ---- | ---- | ---- |
| 나이지리아     | 80%  | 10%  | 10%  | 70%  |
| 인도네시아     | 77%  | 5%   | 18%  | 72%  |
| 미국           | 74%  | 18%  | 8%   | 56%  |
| 캐나다         | 72%  | 16%  | 12%  | 56%  |
| 영국           | 70%  | 17%  | 13%  | 53%  |
| 케냐           | 68%  | 15%  | 17%  | 53%  |
| 프랑스         | 66%  | 24%  | 10%  | 42%  |
| 오스트레일리아 | 65%  | 23%  | 12%  | 42%  |
| 스페인         | 62%  | 17%  | 21%  | 45%  |
| 브라질         | 60%  | 22%  | 18%  | 38%  |
| 독일           | 58%  | 29%  | 13%  | 29%  |
| 칠레           | 57%  | 12%  | 31%  | 45%  |
| 페루           | 57%  | 14%  | 29%  | 43%  |
| 이집트         | 57%  | 15%  | 28%  | 42%  |
| 러시아         | 54%  | 10%  | 36%  | 44%  |
| 가나           | 48%  | 10%  | 42%  | 38%  |
| 인도           | 44%  | 11%  | 45%  | 33%  |
| 멕시코         | 44%  | 26%  | 30%  | 18%  |
| 일본           | 41%  | 9%   | 50%  | 32%  |
| 파키스탄       | 41%  | 17%  | 42%  | 24%  |
| 한국           | 38%  | 58%  | 4%   | -20% |
| 중국           | 11%  | 87%  | 2%   | -76% |

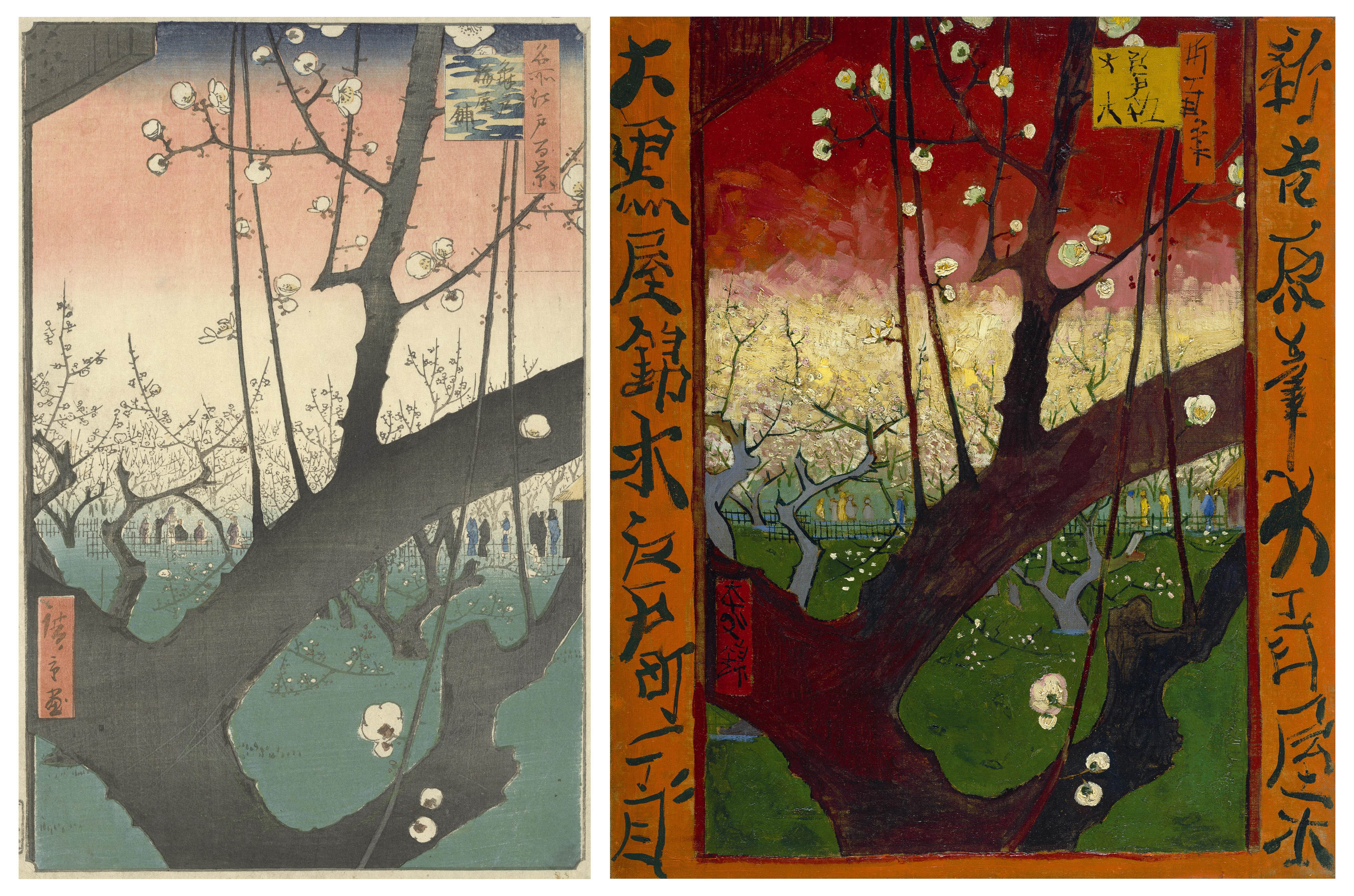
우타가와 히로시게의 작품(왼쪽)을 보고 그린 빈센트 반 고흐의 《꽃피는 벚나무》(오른쪽)

친일(親日, 영어: Japanophile)은 일본과 일본 문화, 일본어, 일본사, 일본인들에게 관심을 가지고 선호하는 감정을 말한다. 일제강점기에 일본 제국에 부역한 민족 배반자들을 가리키는 친일반민족행위자와는 구별된다. 참고로 저 조사는 2012년 총 22개국 약 2만4천 여명을 토대로 조사한 것이다.

## 역사

### 초기

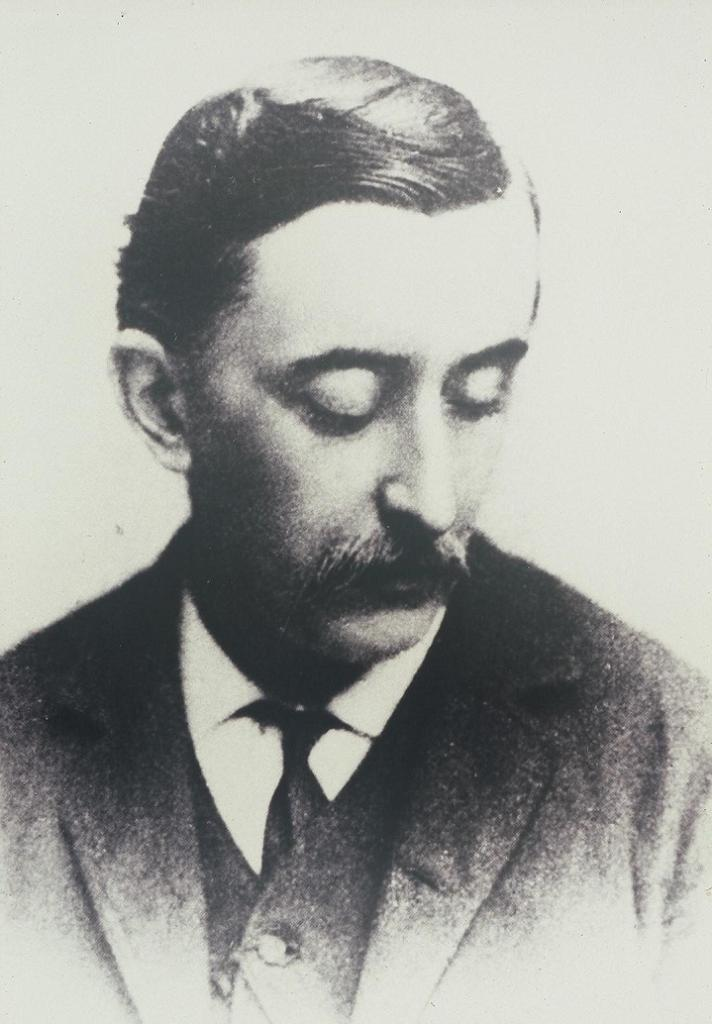
일본 문화에 대한 깊은 관심으로 유명한 아일랜드계 그리스인 작가 고이즈미 야쿠모(본명 래프카디오 헌)

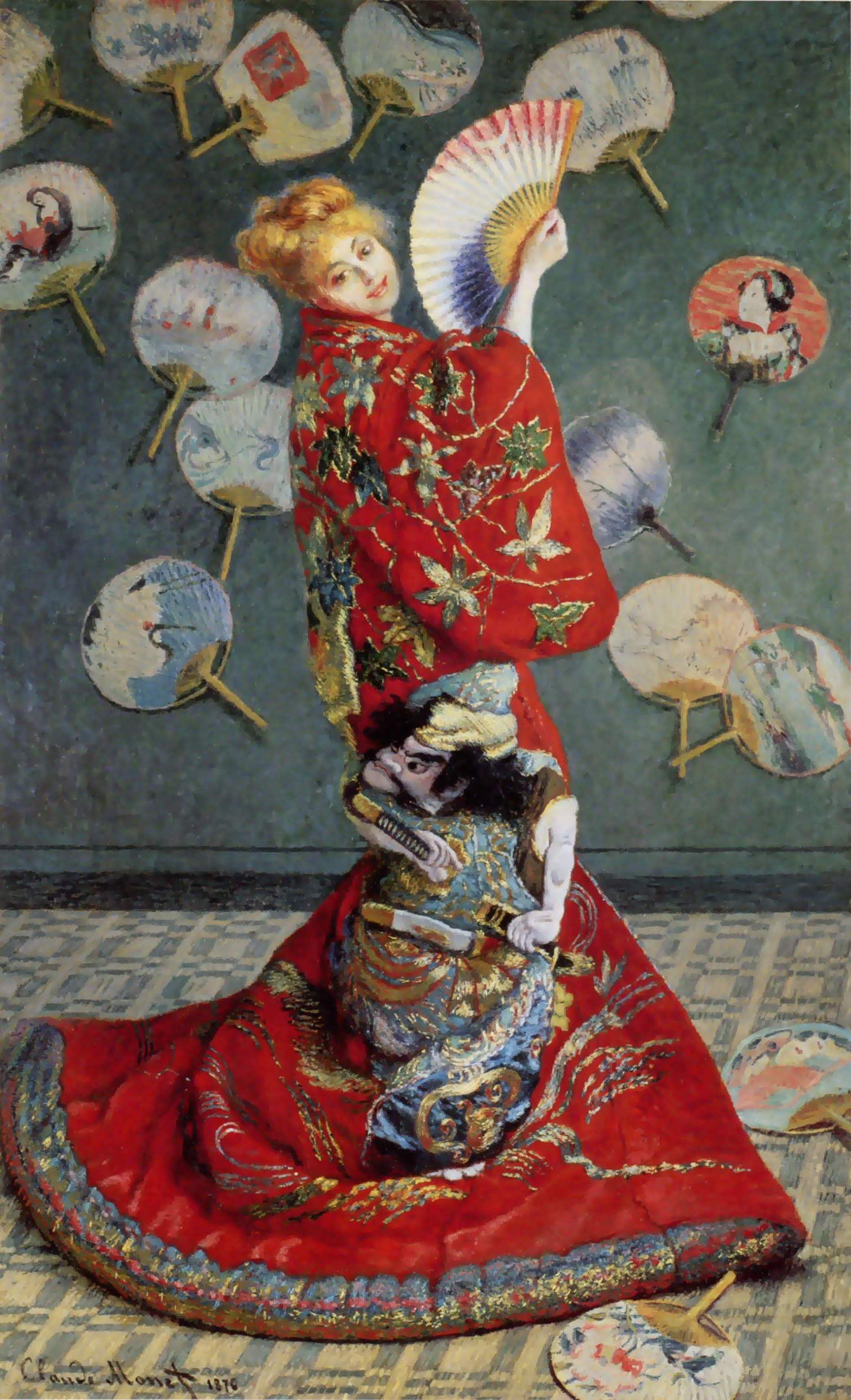
클로드 모네의 《일본 옷을 입은 모네 부인》

18세기 후반부터 일본이 대외 교류를 확대하자 일본 문화를 선호하는 감정이 떠오르기 시작했다. 칼 페테르 툰베리와 필리프 프란츠 폰 지볼트는 일본의 식물종, 예술 등을 유럽에 소개하여 관심을 불러일으켰다. 19세기에 일본으로 이주한 아일랜드계 그리스인 작가 고이즈미 야쿠모는 "확실한 친일"이라고 일컬어졌다. 보신 전쟁에서 중요한 공을 세운 프랑스 육군 장교 쥘 브뤼네(프랑스어: Jules Brunet)도 친일 인물에 포함되기도 한다.
일어일문학과 교수 수잔 J. 네이피어(영어: Susan J. Napier)는 일본 문화에 대한 호감은 새로운 개념이 아니며 이미 19세기 중반부터 존재했다고 지적했다. 예를 들어, 클로드 모네는 1876년에 작품 《일본인》에서 일본 부채를 배경에 놓은 채 자신의 부인이 기모노를 입고 있는 모습을 그렸다. 네이피어는 일본에 대한 이러한 관심은 많은 서구인들에게 "산업혁명에서 벗어난 (중략) 전원적 이상향"이 나타난 것이라고 언급했다.

### 20세기
1900년대 영국의 여러 작가들이 일본을 칭송했다. 예를 들어, 베아트리스 웨브(영어: Beatrice Webb)는 1904년에 일본이 "인간의 자기 통제 및 계몽에서의 떠오르는 별"이라 언급하며, 일본인들의 "혁신적 집단주의", 그리고 "계몽된 전문적 엘리트" 계층의 "묘한" 목적성과 개방성을 칭송했다. H. G. 웰스는 이와 비슷하게 저서 《현대의 유토피아(영어: A Modern Utopia)》에서의 엘리트 계층을 "사무라이"라 명명했다. 이는 부분적으로 영국의 산업 주도권 약화, 그리고 일본 및 독일의 대두로 인한 것이다. 독일은 가까운 위협으로 보였지만, 일본은 잠재적 동맹국으로 보인 것이다. 영국인들은 생산성 문제에서 효율적인 해결책을 원했고, 알프레드 스티드(영어: Alfred Stead)의 1906년 저서 《위대한 일본 - 국가적 효율성에 대한 연구(영어: Great Japan: A Study of National Efficiency)》는 영국이 일본에게 배울 점이 있다고 제시했다. 이러한 관심은 제1차 세계 대전 때까지 계속되었다.

### 21세기

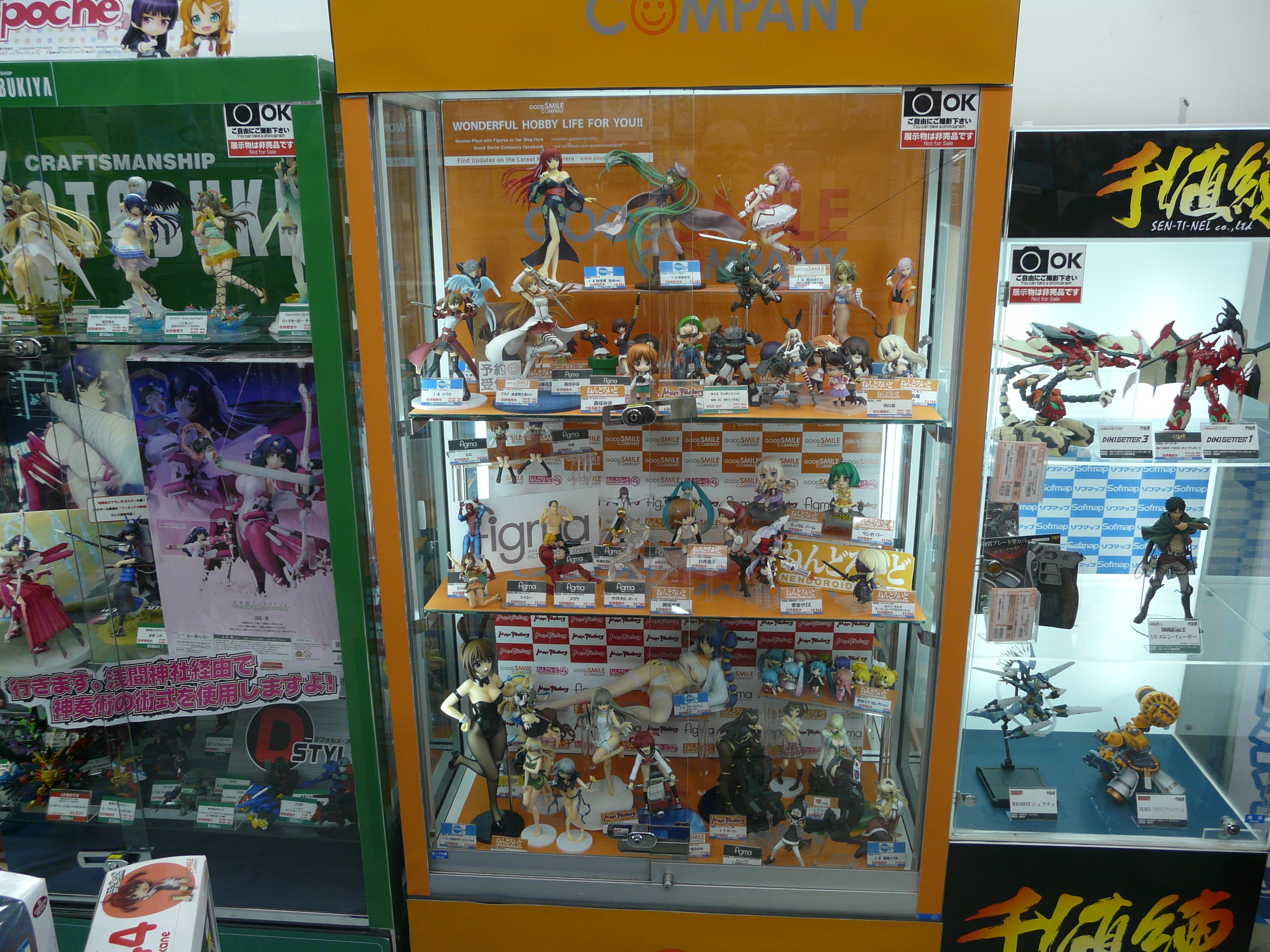
아키하바라의 애니메이션 및 만화 피규어 선반들

일본의 만화와 애니메이션은 많은 청년들이 일본어를 배우는 데에 동기를 부여해 왔다. JLPT는 표준화된 일본어 능력 시험으로 1984년에 처음 시행되었다. 조지아 대학교에서 일본어 프로그램을 진행하는 사사키 유키는, 그녀가 1994년에 처음 프로그램을 시작했을 때, 대부분의 학생들이 취업 때문에 일본어에 관심을 가졌다고 언급했다. 하지만 2004년에, 학생들은 "일본 팝 가사를 번역하고 일본 애니메이션 《카드캡터 사쿠라》의 등장인물들에 대해 즐겁게 말하는" 데에 더 관심을 가진다.
일본의 만화와 애니메이션은 많은 청년들이 일본의 문화를 배우는 데에도 동기를 부여해 왔으며, 애니메이션 팬덤에서는 실제로 이를 권장하고 있다. 팬들은 보통 일본의 만화와 애니메이션에서 일본어의 존칭 등을 배운다. 해외의 출판사들은 번역이 어려운 일본어의 존칭이나 다른 개념의 단어들이 나올 때 주석을 붙인다.
팬 자막 제작자들은(이것이 불법이므로) 시리즈가 정발되면 자막 배포를 중단할 것이라고 하지만, 공식 번역의 어색한 현지화로 인해 팬 자막들이 많이 제작되고 있다. 한 설문 조사에서는 9%의 팬들만이 자막보다 더빙을 더 좋아하는 것으로 나타났다; 몇몇 팬들은 현지화 과정이 애니메이션의 질을 하락시키고 번역 과정에서 잃어버리는 것이 있다고 믿으며 팬 자막을 구한다. 일본어 용어들은 일본의 만화 및 애니메이션 팬 문화와 너무나 잘 융합되어, 새로 입문한 이는 여기에서 사용되는 일본어 용어들을 이해하지 못해 혼란을 겪는다. 팬들이 일본어에 더욱 능숙해지면서—그들은 종종 여러 번역들의 질에 대해 비판적이 된다—몇몇 팬들은 하나의 시리즈에 대한 다양한 팬 자막 제작 그룹들을 평가하기도 한다.
많은 일본 애니메이션 팬들은 언젠가 일본에 가 보기를 꿈꾼다. 도쿄의 스기나미 애니메이션 박물관(일본어: 杉並アニメーションミュージアム)과 효고현의 다카라즈카 시립 데즈카 오사무 기념관(일본어: 宝塚市立手塚治虫記念館) 등 일본 전역에서 다양한 박물관들이 일본의 만화 및 애니메이션 산업을 다루고 있다.
일본 애니메이션에 관련된 다른 활동들으로는, 관련 상품을 구매하거나 애니메이션 주제가를 부르는 것 등이 있다. 일본 애니메이션 팬들에게 유명한 장소로 도쿄의 아키하바라가 있다. 이 지역은 전자상가로서, 사람들이 만화, 애니메이션, 그리고 다른 오타쿠 상품들을 살 수 있는 주요한 상가이다.

## 같이 보기
- 와패니즈(영어: Wapanese)
- 일류
- 일본의 대외 관계
- 일본의 만화와 애니메이션 팬덤
- 일본화 (문화)
- 일본학
- 자포니즘
- 재팬 엑스포
- 쿨 재팬
- 합일족